# Freddy Buache
Freddy Buache (Lausana, Cantó de Vaud, 29 de desembre de 1924-28 de maig de 2019) va ser un periodista, crític de cinema, poeta i escriptor suís. Va dirigir la Cinemateca suïssa de 1951 a 1996.

## Biografia
Originari de Corcelles-près Payerne, Freddy Buache passa la seva infància en Villars-Mendraz on els seus pares regenten el Cafè de la Pal. El 1933, el negoci dels seus pares fa fallida i es viuran a Lausana. El 1946, Freddy Buache crea, amb Charles Apothéloz, la companyia teatral dels "Faux Nez". A Lausana freqüenta al futur filòsof André Gorz, que li inicia a la filosofia existencialista. Periodista i crític de cinema, Freddy Buache escriu sobre cinema en la Nouvelle Revue de Lausanne, i després en la Tribune de Lausanne a partir de 1959. Dirigeix dues col·leccions en l'editorial L'Âge d'Homme, Cinéma vivant i Histoire du cinéma. Freddy Buache dirigeix la Cinémathèque suisse a partir de 1951 fins a 1996. Està casat amb l'escriptora i periodista Marie-Magdeleine Brumagne.
Freddy Buache és autor de diversos llibres de poemes i d'assajos. El 1985 és guardonat amb el Prix de Lausanne, i el 1998 rep el Lleopard d'honor al Festival Internacional de Cinema de Locarno.

## Llibres
- Contre-chants, Éd. du Carré rouge, 1956 (Poesia)
- Le Cinéma américain 1955-1970, Éditions l'Âge d'Homme (1974)
- Le Cinéma suisse, Éditions l'Âge d'Homme (1974)
- Portrait de Daniel Schmid en magicien, Éditions l'Âge d'Homme (1975)
- Le Cinéma anglais autour de Kubrick et Losey, l'Age d'homme, (1978)
- Le Cinéma américain, tome 2 : 1971-1983, Éditions l'Âge d'Homme (1990)
- Claude Autant Lara, Éditions l'Âge d'Homme (1990)
- Luis Buñuel, Éditions l'Âge d'Homme (1990)
- Le cinéma italien, 1945-1990, Éditions l'Âge d'Homme (1992)
- Derrière l'écran, entrevistas con Christophe Gallaz et Jean-François Amiguet, Payot, 1995 ; rééd. Éditions l'Âge d'Homme (2009)
- Trente ans de cinéma suisse : 1965-1995, Éditions du Centre Pompidou (1999)
- Le Cinéma anglo-américain, de 1984 à 2000, Éditions l'Âge d'Homme (2000)
- Michel Soutter, Éditions l'Âge d'Homme (2001)
- 25 ans de cinéma français, 1979-2003, Éditions l'Âge d'Homme (2005)
- Michel Mitrani, une bio-filmographie, Éditions l'Âge d'Homme (2006)
- Sous tant de paupières, Éditions l'Âge d'Homme (2010)